# Prostituzione maschile nell'arte
Il prostituto maschio o hustler maschile è uno stereotipo frequente nella letteratura e nei film in Occidente a partire dagli anni '60 in poi e specialmente in film e libri con una prospettiva gay in cui può essere considerato un personaggio tipo. Appare anche occasionalmente nella musica popolare, nella pubblicità di moda contemporanea e nelle arti visive.

## Stereotipi
Lo stereotipo più comune dello hustler è una figura sexy ma tragica. Questo stereotipo rivela sia il fascino dello hustler come oggetto sessuale, sia la tristezza o il disprezzo della sua situazione e dello stile di vita. Questo prostituto maschio stereotipato è spesso un "ragazzino di strada" o un "fuggitivo" minorenne costretto a lasciare la casa a causa del suo orientamento sessuale o di abusi sessuali. È spesso ritratto come tossicodipendente o ladro. La trama spesso si concentra sulla crisi di lasciare il mestiere o la strada, o di fare abbastanza soldi per un uso importante (un trattamento medico, un regalo). Il culmine spesso ha uno dei due possibili esiti: il prostituto abbandona il mestiere e si reintegra nella società, oppure incontra una fine tragica. Questa tragica immagine del prostituto può essere messa a confronto con lo stereotipo della prostituta femminile con un cuore d'oro: invece di essere ritratto come qualcuno in controllo e contento, il prostituto è perso, senza casa, rotto o sfruttato.
Nei film e nei libri che prendono il punto di vista del cliente o di un ragazzo/ragazza amante del prostituto, il prostituto è spesso raffigurato come un oggetto d'amore impossibile che porterà solo dolore o frustrazione. L'amante può diventare geloso e disturbato dal lavoro del prostituto; di tanto in tanto l'amorevole ragazzo/ragazza sarà attratto dallo stile di vita del loro ragazzo. I clienti più anziani che si innamorano di un prostituto sono spesso preda di dolori emotivi (e talvolta fisici); questo è particolarmente vero nel caso del "rough trade" (dove l'hustler si identifica come etero), e questa raffigurazione è stata rafforzata da diversi famosi episodi di violenza contro i clienti (come la morte di Pier Paolo Pasolini e Rudolph Moshammer).
In contrasto con le precedenti rappresentazioni, il prostituto maschile è stata talvolta descritto come un ribelle idealizzato che vive al di fuori della legge e libero da convenzioni borghesi. Questa immagine quasi nietzschiana del prostituto come fuorilegge morale e sessuale deve molto agli scritti di Jean Genet, William S. Burroughs e John Rechy (tra gli altri).
Mentre meno frequenti nel cinema e nei romanzi, il prostituto maschile con clienti esclusivamente femminili (il "gigolo" o "escort") è generalmente rappresentata in modo meno tragico rispetto allo gay hustler (il gigolò è ritratto come più vecchio, atletico, ben vestito, ecc.) e film come American Gigolò hanno fatto molto per dipingere il personaggio come un seduttore sofisticato. Questo ritratto ha anche portato alla satira cinematografica (i film di Deuce Bigalow).
Il ritratto del cliente o "john" della prostituzione maschile nella cultura popolare è molto meno codificato di quello dello hustler e spazia dalla coppia solitaria all'uomo sposato, all'uomo che odia se stesso, allo sfruttatore o all'uomo d'affari accattivante e anche il serial killer.
La diversità di questi stereotipi rivela molto sulla visione personale di ciascun autore o regista di amore, sessualità, potere e moralità.
Questi stereotipi possono avere una base di fatto, ma non dovrebbero essere considerati veri in tutti i casi.
Gli stessi problemi che circondano la prostituzione maschile (tra cui la sicurezza finanziaria e lo status sociale del giovane "mantenuto" amante, le ossessioni e le insicurezze dell'anziano più vecchio rispetto al suo giovane oggetto d'amore, la libertà sessuale o l'indifferenza morale dello hustler, ecc.) appaiono spesso in film e letteratura che ritraggono relazioni amorose o sessuali - senza prostituzione - tra un uomo o una donna più anziani e un giovane amante maschio, ad esempio, nel romanzo Teorema di Pasolini e nel film tratto da esso, nel film Something for Everyone (1970) di Harold Prince e in Demoni e dei (1998) di Bill Condon.

## In letteratura
I seguenti romanzi, memorie e opere teatrali presentano personaggi di prostituti maschili come personaggi principali.
| Anno | Titolo                                                           | Autore            | Note |
| ---- | ---------------------------------------------------------------- | ----------------- | --- |
| 1894 | Flowers of Asphalt                                               | Stephen Crane     | Secondo il suo biografo John Berryman, Crane ha iniziato a scrivere Flowers of Asphalt dopo essere stato avvicinato da un giovane prostituto per strada. Si dice che il lavoro fosse più lungo di qualsiasi altra opera di Crane, ma l'ha abbandonata su sollecitazione di Hamlin Garland, che era inorridito dall'argomento. Il manoscritto non sopravvive.                                         |
| 1908 | Swoosh: Tales of Privateers and Pirates                          | D Watt            | La frase "Cap'n's Rent Boy" è stata usata per la prima volta. |
| 1924 | Kyra Kyralina (Chira Chiralina)                                  | Panait Istrati    | |
| 1943 | Notre Dame des Fleurs                                            | Jean Genet        | |
| 1948 | La statua di sale (The City and the Pillar)                      | Gore Vidal        | Lead character Jim Willard supports himself as a hustler and a "kept boy". |
| 1949 | Diario del ladro (Journal du voleur)                             | Jean Genet        | |
| 1951 | Da qui all'eternità (From Here to Eternity)                      | James Jones       | Nel manoscritto originale di Jones, Private Angelo Maggio riconosce la recitazione come mestiere, permettendo agli omosessuali di fare sesso orale con lui in cambio di denaro per integrare la paga dell'esercito. L'editore ha forzato l'escissione di questi passaggi. Una nuova edizione del libro con i passaggi precedentemente censurati è stata pubblicata dall'editore di e-book Open Road. |
| 1957 | Ultima fermata a Brooklyn (Last Exit to Brooklyn)                | Hubert Selby Jr.  | |
| 1963 | Jim entra nel campo di basket (The Basketball Diaries)           | Jim Carroll       | |
| 1963 | Città di notte (City of Night)                                   | John Rechy        | |
| 1965 | Un uomo da marciapiede (Midnight Cowboy)                         | James Leo Herlihy | |
| 1967 | Numbers                                                          | John Rechy        | |
| 1968 | My Father and Myself                                             | J. R. Ackerley    | |
| 1978 | Noi, i ragazzi dello zoo di Berlino (Wir Kinder vom Bahnhof Zoo) | Christiane F.     | Detlef, il fidanzato di Christiane, lavora come un prostituto per guadagnarsi i soldi per l'eroina. |
| 1989 | Enchanted Boy                                                    | Richie McMullen   | Memoria del viaggio di un ragazzo dall'"abuso alla prostituzione" nell'Inghilterra degli anni '50. |
| 1990 | Enchanted Youth                                                  | Richie McMullen   | Continuazione del viaggio di McMullen dalla "prostituzione all'amore" nel 1958. |
| 1990 | Closer                                                           | Dennis Cooper     | |
| 1991 | Close to the Knives                                              | David Wojnarowicz | Prima delle memorie di Wojnarowicz del suo passaggio dal bambino maltrattato a Times Square, da hustler ad artista nel sottosuolo dell'East Village di New York. |
| 1992 | Memories That Smell Like Gasoline                                | David Wojnarowicz | Secondo volume delle memorie di Wojnarowicz. |
| 1994 | American Studies                                                 | Mark Merlis       | Storia di un giovanotto che ha fatto i conti con la sua vita mentre si stava riprendendo in ospedale dopo essere stato picchiato da un hustler. |
| 1994 | User                                                             | Bruce Benderson   | |
| 1994 | Martin and John                                                  | Dale Peck         | Uno o entrambi i personaggi sono '"hustler in molte delle scene narrative parallele. |

## A teatro
| Anno | Titolo                       | Autore                                    | Personaggio | Primo interprete    | Note                                                                      |
| ---- | ---------------------------- | ----------------------------------------- | ----------- | ------------------- | ------------------------------------------------------------------------- |
| 1940 | Pal Joey                     | Richard Rodgers, Lorenz Hart, John O'Hara | Pal Joey    | Gene Kelly          |                                                                           |
| 1964 | Entertaining Mr Sloane       | Joe Orton                                 | Mr Sloane   | Dudley Sutton       |                                                                           |
| 1965 | Balm in Gilead               | Lanford Wilson                            | Franny Rake |                     | Franny è una prostituta travestita.                                       |
| 1968 | The Boys in the Band         | Mart Crowley                              | "Cowboy"    | Robert La Tourneaux | La Tourneaux ha ripreso il ruolo nella versione cinematografica del 1970. |
| 2005 | Trafficking in Broken Hearts | Edwin Sanchez                             |             |                     |                                                                           |

## Nel cinema

### Film con un prostituto come personaggio principale
| Anno | Titolo                                                                   | Nazione     | Regista                | Personaggio        | Attore          | Note                                                                                         |
| ---- | ------------------------------------------------------------------------ | ----------- | ---------------------- | ------------------ | --------------- | -------------------------------------------------------------------------------------------- |
| 1961 | La primavera romana della signora Stone (The Roman Spring of Mrs. Stone) | Regno Unito | José Quintero          | Paolo di Leo       | Warren Beatty   |                                                                                              |
| 1961 | Colazione da Tiffany (Breakfast at Tiffany's)                            | Stati Uniti | Blake Edwards          | Paul "Fred" Varjak | George Peppard  | Tratto dall'omonimo romanzo di Truman Capote.                                                |
| 1965 | My Hustler                                                               | Stati Uniti | Andy Warhol Chuck Wein |                    | Paul America    |                                                                                              |
| 1968 | Flesh (Flesh)                                                            | Stati Uniti | Paul Morrissey         |                    | Joe Dallesandro |                                                                                              |
| 1969 | Entertaining Mr Sloane                                                   | Regno Unito | Douglas Hickox         | Mr Sloane          | Peter McEnery   | Tratto dalla play di Joe Orton.                                                              |
| 1969 | Un uomo da marciapiede (Midnight Cowboy)                                 | Stati Uniti | John Schlesinger       | Joe Buck           | Jon Voight      | Tratto dall'omonimo romanzo di James Leo Herlihy. Vincitore del Premio Oscar al miglior film |

## In fotografia
I seguenti fotografi, nel loro lavoro, usano spesso l'immagine del prostituto maschile:
- Alberto Sorbelli
- Larry Clark
- Terry Richardson
- Nan Goldin
- Wolfgang Tillmans
- Jack Pierson
- Wilhelm von Gloeden
- Philip-Lorca diCorcia